# 4-Track Demos
4-Track Demos är ett musikalbum av PJ Harvey som släpptes den 19 oktober 1993	på Island Records. Albumet innehåller åtta demolåtar från hennes tidigare album Rid of Me samt sex demolåtar av outgivet material. 

## Låtlista
1. Rid of Me
2. Legs
3. Reeling
4. Snake
5. Hook
6. 50ft Queenie
7. Driving
8. Ecstasy
9. Hardly Wait
10. Rub 'Til It Bleeds
11. Easy
12. M-Bike
13. Yuri-G
14. Goodnight